# All Saints (Antigua és Barbuda)
All Saints város Antigua és Barbuda területén, Antigua szigetének középső részén. A település lakossága 3412 fő. A fővárostól, St. John’stól mintegy 8 kilométerre található, északnyugati irányban.
A város közelében fekszik a Betty's Hope cukornádültetvény egykori területe, amely az első nagyszabású cukornádültetvény volt a szigeten. Nevét Sir Christopher Codrington lányáról, Elizabeth Codringtonról kapta. Bár a sziget történelmében jelentős szerepet kapott e helyszín, azonban napjainkra már csak egy cukorüzem és egy finomító épületei maradtak fenn. Az ország kormánya szabadtéri múzeummá nyilvánította a helyszínt.
All Saints városa hagyományos kézművesiparáról híres. A szomszédos falut, Potter's Village-et is erről nevezték el.

## Fordítás
Ez a szócikk részben vagy egészben  az   All Saints, Antigua and Barbuda című angol Wikipédia-szócikk ezen változatának fordításán alapul.  Az eredeti cikk szerkesztőit annak laptörténete sorolja fel. Ez a jelzés csupán a megfogalmazás eredetét és a szerzői jogokat jelzi, nem szolgál a cikkben szereplő információk forrásmegjelöléseként.